# Sachaliphantes
Sachaliphantes sachalinensis es una especie de araña araneomorfa de la familia Linyphiidae. Es el único miembro del género monotípico Sachaliphantes.

## Distribución
Se encuentra en  Rusia, China y Japón.